# Cylistosoma pulvinatum
Cylistosoma pulvinatum är en skalbaggsart som först beskrevs av Schmidt 1895.  Cylistosoma pulvinatum ingår i släktet Cylistosoma och familjen stumpbaggar. Inga underarter finns listade i Catalogue of Life.